# 920년대
920년대는 920년부터 929년까지를 가리킨다.